# Carpornis
A Carpornis a madarak osztályának verébalakúak (Passeriformes) rendjébe és a kotingafélék (Cotingidae) családjába tartozó nem.

## Rendszerezésük
A nemet George Robert Gray írta le 1846-ban, jelenleg az alábbi 2 faj tartozik ide:
- Carpornis cucullata
- Carpornis melanocephala

## Előfordulásuk
Brazília keleti részén honosak. A természetes élőhelyük a szubtrópusi vagy trópusi síkvidéki esőerdők  és száraz erdők, valamint cserjések. Állandó, nem vonuló fajok.

## Megjelenésük
Testhossza 20,5–23 centiméter, a testtömege 62,7–84,4 gramm közötti.

## Életmódjuk
Gyümölcsökkel és nagyobb rovarokkal táplálkoznak.